# Milan Pažout
Milan Pažout (* 8. června 1948, Krompachy) je bývalý slovenský lyžař.

## Lyžařská kariéra
Na X. ZOH v Grenoblu 1968 reprezentoval Československo v alpském lyžování. V obřím slalomu skončil na 27. místě, ve sjezdu na 35. místě a ve slalomu vypadl v 2. kole. Jako historicky první Slovák závodil ve světovém poháru. Je čtyřnásobným akademickým mistrem světa.